# Mario Forgione
Mario Forgione (Napoli, 13 ottobre 1933 – Napoli, 12 aprile 1999) è stato un giornalista e saggista italiano.

## Biografia
Laureato in legge a Napoli, negli anni sessanta lavora in Sicilia e Puglia, dove inizia a collaborare per diverse riviste e quotidiani locali. 
Tornato a Napoli negli anni settanta si specializza in cronache culturali, diventando un punto di riferimento giornalistico per la tutela e la valorizzazione dei beni culturali e ambientali. 
Ha collaborato a numerosi giornali e periodici sui temi di storia dell'arte e di archeologia (“Roma”, “La Sicilia”, “Napoli Oggi”, “Il Denaro”, “Itinerari”, "Cronache dal mondo" etc.), ha diretto la rivista “Meridies” dell'Associazione Italiana per il Mezzogiorno (anni settanta) e un settimanale telematico dedicato alla storia e alla salvaguardia del patrimonio culturale e ambientale di Napoli (anni novanta).
A queste attività pubblicistiche ha affiancato un'intensa attività di divulgatore di storia napoletana, anche attraverso la pubblicazione di diversi libri, coniugando il rigore scientifico con un taglio narrativo semplice e immediato, da cronista immerso tra gli eventi.

## Opere
- Campania Storica (1977), Edizioni del delfino
- Campania Archeologica (1981), Adriano Gallina editore
- Racconti Borghesi (1983), Adriano Gallina editore
- I Dieci anni che sconvolsero Napoli (1991), EDI
- Masaniello (1994), EDI
- Da Nerone a Clinton. I personaggi illustri venuti a Napoli (1995), EDI
- Napoli Ducale (1997), Newton Compton
- I viceré 1503-1707. Cronache irriverenti di due secoli di dominazione spagnola a Napoli (1998), TempoLungo
- Eleonora Pimentel Fonseca (1999), Newton Compton
- Luisa Sanfelice (1999), Newton Compton
- Donne della rivoluzione napoletana del 1799 (1999), TempoLungo